# Rodica Maniu
Rodica Maniu (n. 11 martie 1890, București – d. 14 mai 1958, București) a fost artistă vizuală, pictoriță română.

## Biografie
S-a născut la București, din părinți de origine ardeleană, fiind sora scriitorului Adrian Maniu.
Între 1905-1908, a început să studieze pictura cu Nicolae Vermont, care fusese recomandat de Nicolae Grigorescu la solicitarea familiei. După absolvirea liceului, a plecat la Paris, unde, începând din 1909, a frecventat Academia Julian și, apoi, Académie de la Grande Chaumière, unde a studiat cu Lucien Simon, Charles Cottet et René Menard. A lucrat în special peisaje, atât în acuarelă, cât și în ulei.
Prima expoziție la care a participat Rodica Maniu a fost în 1910 la Salon des Indépendants din Paris.
Începând din 1912 a participat la expozițiile „Tinerimii artistice“.
Din 1923, a fost căsătorită cu pictorul Samuel Mützner. După căsătoria cu pictorul Samuel Mützner, Rodica Maniu a stat o perioadă la München și apoi a revenit la Paris.
În 1924 a expus la Bienala de la Veneția, apoi, în 1929, la Expoziția internațională de la Barcelona. Cu regularitate, a deschis expoziții personale și a participat la Saloanele oficiale.

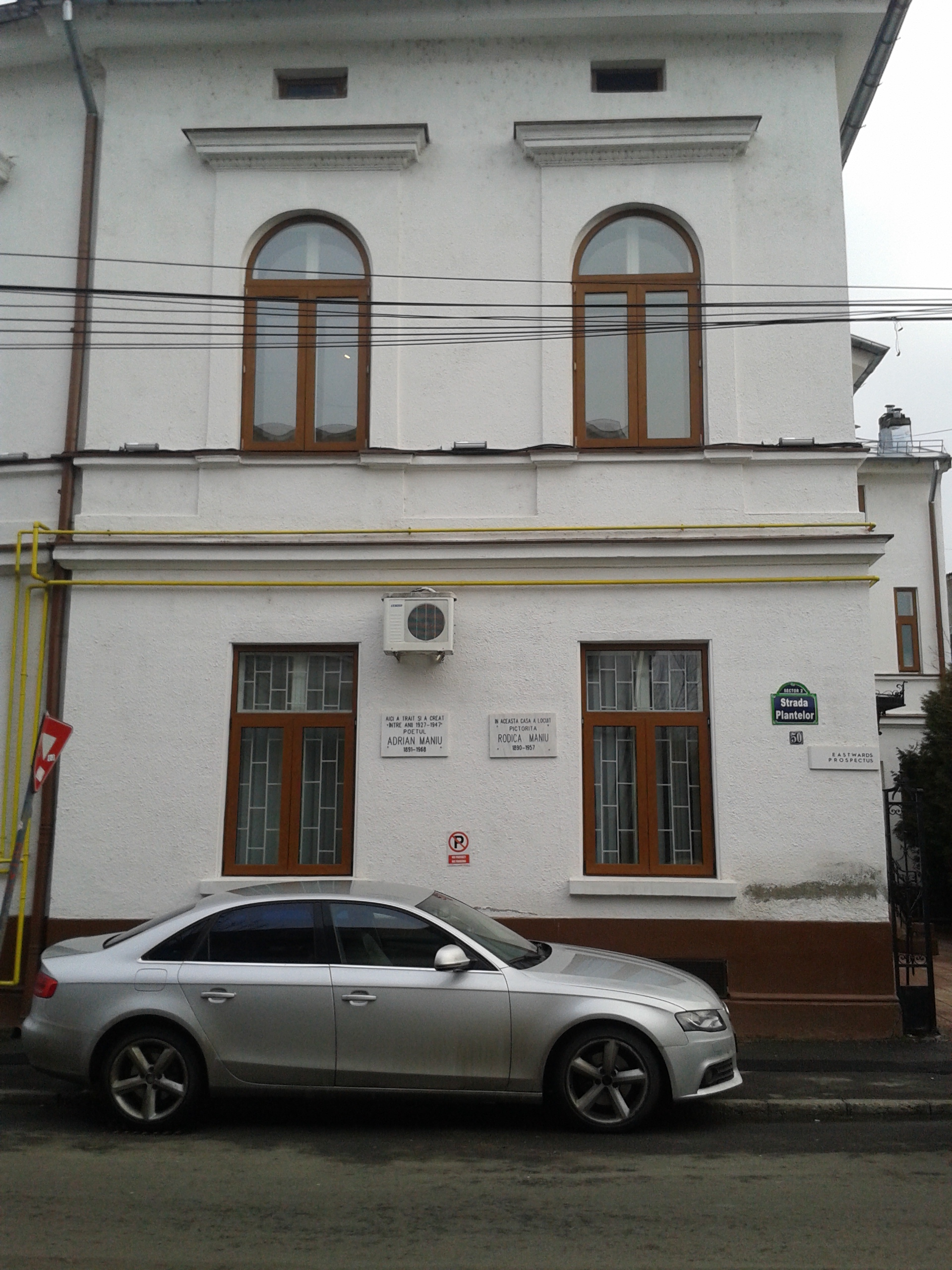
Casa Adrian și Rodica Maniu din București

## Scandal
În lumea comerțului cu picturi a existat un scandal datorat faptului că Samuel Mützner, care avea o cotă mai ridicată, a semnat și tablouri făcute de soția sa, pictorița Rodica Maniu.
Lucrările pictoriței au făcut și tema unor dezbateri în anul 2005 când Editura ANTET a publicat volumul "Samuel Mützner", semnat de Rodica Marian, în care se prezintă unele falsuri ale unor pictori cunoscuți. Samuel Mützner, soțul Rodicăi Maniu, era prezentat ca fiind cel ce semnase multe dintre lucrările artistei.

## In memoriam
La înmormântarea artistei, M.H. Maxy a rostit următorul necrolog:
"În contact direct cu lumea ei, fără preconcepții, fără contrafaceri, mai mult sau mai puțin arhaizate, Rodica Maniu a știut să o înfățișeze direct, cu spontaneitate, bazată pe desavârșire tehnică, fruct al unei îndelungate îndeletniciri de bună calitate picturală.... Poezia degajată din poziția ei de artistă dă în general picturii ei farmecul adevărat trăit și transpus, care rămâne o mare lecție de arta pentru noi, colegii ei, un mesaj pentru cei mai tineri."
În București, pe Strada Plantelor 50, Sectorul 2, se găsește Casa Memorială Rodica Maniu.

## Distincții
- Medalia de Aur (1937) la Expoziția Universală de la Paris
- Medalia Muncii (9 iunie 1954) „pentru merite deosebite în domeniul artelor plastice”[12]